# スヴェトラーナ・クリヴォノギフ
スヴェトラーナ・アレクサンドロヴナ・クリヴォノギフ（ロシア語: Светлана Александровна Кривоногих、1975年- ）は、ロシアの大富豪である。スベトラーナ・クリボノギフとも表記される。
サンクトペテルブルク国立経済・財務大学の国際経済関係学科で学び、2000年に学位を得た。クリヴォノギフには2003年3月に生まれた娘・エリザヴェータ（Luiza Rozovaとしても知られている）がいる。2020年11月に発表されたロシアの調査報道専門メディア・プロエクトによる調査では、エリザヴェータの父親はウラジーミル・プーチンであると主張されている。
クリヴォノギフの名前は2020年のプロエクトの調査で知られるようになった。この調査は、彼女とウラジーミル・プーチンとの繋がり、ロシアにおける彼女の金融資産と不動産を記録している。彼女の名前は2021年10月に国際調査報道ジャーナリスト連合（ICIJ）によって発表されたパンドラ文書に関連してより広く知られるようになった。パンドラ文書は彼女の海外資産を明らかにしている。